# Deckung (Geschützwesen)
Der Begriff Deckung, auch Abdeckung, (als Verb: deckend liegen)  bedeutet im Geschützwesen, dass die Aufschläge der Granaten einer Salve sowohl vor als auch hinter dem anvisierten Ziel liegen, ohne dieses aber zu treffen. Insbesondere beim koordinierten Feuer einer Batterie oder eines geschützbewehrten Kriegsschiffs war Deckung der Granaten das im Gefecht zunächst angestrebte Ziel, da die ersten echten Treffer dann meist unmittelbar danach folgten (sog. Einschießen auf ein Ziel), da lediglich die Streuung noch die Trefferwirkung verhinderte. Tatsächlich können aber bereits deckend liegende Einschläge aufgrund von Druckwellen oder Splitterwirkung massive Schäden im Ziel anrichten. Bei modernen Geschützen ist die Ersttrefferwahrscheinlichkeit aufgrund ihrer verfeinerten Feuerleitung und der Verwendung teilweise zielsuchender oder radargelenkter Granaten so hoch, dass deckende Treffer nicht mehr als „Etappenziel“ zur eigentlichen Wirkung im Ziel angestrebt werden.